# Нісіяма Онсен Кейункан
Нісіяма Онсен Кейункан (англ. Nishiyama Onsen Keiunkan, яп. 西山温泉慶雲館) — готель на гарячому джерелі (онсені) в місті Хаякава, префектура Яманасі, Японія. Заснований у 705 році нашої ери Фудзіварою Махіто, це найстаріший готель і одна з найстаріших компаній, що діють. У 2011 році готель офіційно був визнаний книгою рекордів Гіннеса як найстаріший готель у світі. Більш ніж 1300 років ним безперервно управляли 52 покоління однієї родини (включно з усиновленими спадкоємцями).
Кейукан лежить біля підніжжя гір Акайсі. З часу заснування в готелі вся гаряча вода постачалася безпосередньо з місцевих джерел Хакухо. Готель востаннє відремонтований у 1997 році та має 37 номерів.

## Примтіки
1. ↑  西山温泉慶雲館 Перекладається як «Західно-гірський онсен епохи Кейун». Японські курорти гарячої джерел відомі як онсени, а Кейункан відноситься до заснування готелю на другий рік епохи Кейун.
2. ↑  Oldest hotel. Guinness World Records. Процитовано 4 квітня 2015.
3. ↑  Koshu Nishiyama Hot Spring | Keiunkan | [Official] English site. www.keiunkan.co.jp (англ.). Процитовано 30 серпня 2018.
4. ↑  A 1,300 year-old hot springs hotel that's in the Guinness Book of World Records. www.japanpage.net. Архів оригіналу за 9 лютого 2015. Процитовано 3 квітня 2015.
5. ↑  , Morris, Chris. The World's Oldest Hotel Has Been a Family Business for 1,300 Years Fortune. 16 January 2016